# Lista de prêmios e indicações recebidos por Girls' Generation
Esta é uma lista de prêmios e indicações recebidos por Girls' Generation, um girl group da Coreia do Sul.

## Coreano

### Asia Artist Awards
| Ano  | Trabalho indicado | Prêmio                             | Resultado |
| ---- | ----------------- | ---------------------------------- | --------- |
| 2016 | Girls' Generation | Artistas mais populares (Cantores) | Indicado  |
| 2017 | Girls' Generation | Artistas mais populares (Cantores) | Indicado  |
| 2018 | Girls' Generation | Artistas mais populares (Cantores) | Indicado  |

### Asia Song Festival
| Ano  | Trabalho indicado | Prêmio                  | Resultado |
| ---- | ----------------- | ----------------------- | --------- |
| 2008 | Girls' Generation | Melhor Artista Asiático | Venceu    |
| 2009 | Girls' Generation | Melhor Grupo Asiático   | Venceu    |
| 2011 | Girls' Generation | Melhor Grupo Asiático   | Venceu    |

### Cyworld Digital Music Awards
| Ano  | Trabalho indicado  | Prêmio                  | Resultado |
| ---- | ------------------ | ----------------------- | --------- |
| 2007 | Into the New World | Melhor Grupo Rookie     | Venceu    |
| 2009 | Gee                | Canção do Mês — Janeiro | Venceu    |
| 2009 | Gee                | Bonsang Award           | Venceu    |

### Golden Disc Awards
| Ano  | Trabalho indicado | Prêmio                         | Resultado |
| ---- | ----------------- | ------------------------------ | --------- |
| 2007 | Girls' Generation | Prêmio de Popularidade         | Venceu    |
| 2007 | Girls' Generation | Prêmio Rookie                  | Venceu    |
| 2009 | Gee               | Digital Daesang Award          | Venceu    |
| 2009 | Gee               | Digital Bonsang Award          | Venceu    |
| 2009 | Girls' Generation | Prêmio de Popularidade         | Indicado  |
| 2010 | Girls' Generation | Prêmio de Popularidade         | Venceu    |
| 2010 | Oh!               | Disk Bonsang Award             | Venceu    |
| 2010 | Oh!               | Disk Daesang Award             | Venceu    |
| 2012 | The Boys          | Digital Bonsang Award          | Venceu    |
| 2012 | The Boys          | Digital Daesang Award          | Venceu    |
| 2012 | Girls' Generation | Prêmio de Popularidade         | Indicado  |
| 2014 | I Got A Boy       | Digital Bonsang Award          | Indicado  |
| 2014 | I Got A Boy       | Disk Bonsang Award             | Venceu    |
| 2014 | Girls' Generation | Prêmio de Popularidade         | Venceu    |
| 2015 | Mr. Mr.           | Digital Bonsang Award          | Indicado  |
| 2015 | Mr. Mr.           | Disk Bonsang Award             | Venceu    |
| 2015 | Girls' Generation | Prêmio de Popularidade         | Venceu    |
| 2016 | Lion Heart        | Digital Bonsang Award          | Venceu    |
| 2016 | Lion Heart        | Disk Bonsang Award             | Indicado  |
| 2016 | Girls' Generation | Prêmio de Popularidade Coreano | Indicado  |
| 2016 | Girls' Generation | Prêmio de Popularidade Global  | Indicado  |

### Melon Music Awards
| Ano  | Trabalho indicado   | Prêmio                            | Resultado |
| ---- | ------------------- | --------------------------------- | --------- |
| 2009 | Girls' Generation   | 2009 Top 10 de Artistas           | Venceu    |
| 2009 | Girls' Generation   | Artista do Ano - 2009             | Venceu    |
| 2009 | Girls' Generation   | 2009 Smart Radio                  | Venceu    |
| 2009 | Girls' Generation   | 2009 Mobile Music                 | Venceu    |
| 2009 | Girls' Generation   | 2009 Star                         | Venceu    |
| 2009 | Girls' Generation   | 2009 MANIA                        | Indicado  |
| 2009 | Gee                 | Canção do Ano - 2009              | Venceu    |
| 2009 | Gee                 | 2009 Odyssey                      | Venceu    |
| 2010 | Girls' Generation   | 2010 Top 10 de Artistas           | Venceu    |
| 2010 | Girls' Generation   | Artista do Ano - 2010             | Venceu    |
| 2010 | Girls' Generation   | Cantor Mais Bem Vestido - 2010    | Venceu    |
| 2010 | Oh! (segundo álbum) | Álbum do Ano - 2010               | Indicado  |
| 2010 | Oh!                 | Canção do Ano - 2010              | Indicado  |
| 2010 | Oh!                 | Canção Popular dos Netizen - 2010 | Indicado  |
| 2010 | Oh!                 | Vídeo Musical do Ano - 2010       | Indicado  |
| 2010 | Run Devil Run       | Canção do Ano - 2010              | Indicado  |
| 2010 | Run Devil Run       | Canção Popular dos Netizen - 2010 | Indicado  |
| 2010 | Hoot                | Canção Popular dos Netizen - 2010 | Indicado  |
| 2010 | Hoot                | 2010 Hot Trend                    | Venceu    |
| 2011 | Girls' Generation   | Artista Global                    | Venceu    |
| 2011 | The Boys            | Prêmio de Popularidade Netizen    | Indicado  |
| 2013 | Girls' Generation   | Top 10 de Artistas                | Indicado  |
| 2013 | Girls' Generation   | Prêmio de Popularidade Netizen    | Indicado  |
| 2013 | Girls' Generation   | Artista Global                    | Indicado  |
| 2015 | Girls' Generation   | Top 10 de Artistas                | Venceu    |
| 2015 | Girls' Generation   | Artista do Ano - 2015             | Indicado  |

### Seoul Music Awards
| Edição | Ano  | Trabalho indicado | Prêmio                                    | Resultado |
| ------ | ---- | ----------------- | ----------------------------------------- | --------- |
| 17ª    | 2008 | Girls' Generation | Prêmio de Melhor Recém-chegado (Newcomer) | Venceu    |
| 17ª    | 2008 | Girls' Generation | Prêmio High1 Music                        | Venceu    |
| 17ª    | 2008 | Girls' Generation | Prêmio de Popularidade                    | Indicado  |
| 19ª    | 2010 | Gee               | Bonsang Award                             | Venceu    |
| 19ª    | 2010 | Gee               | Prêmio de Música Digital                  | Venceu    |
| 19ª    | 2010 | Gee               | Prêmio de Popularidade                    | Indicado  |
| 20ª    | 2011 | Oh!               | Bonsang Award                             | Venceu    |
| 20ª    | 2011 | Oh!               | Daesang Award                             | Venceu    |
| 20ª    | 2011 | Oh!               | Prêmio Especial "Hallyu"                  | Venceu    |
| 20ª    | 2011 | Oh!               | Prêmio de Popularidade                    | Venceu    |
| 21ª    | 2012 | The Boys          |                                           |           |
| 21ª    | 2012 | The Boys          | Prêmio Especial "Hallyu"                  | Indicado  |
| 21ª    | 2012 | The Boys          | Daesang Award                             | Indicado  |
| 21ª    | 2012 | The Boys          | Prêmio de Popularidade                    | Venceu    |
| 21ª    | 2012 | The Boys          | Bonsang Award                             | Venceu    |
| 22ª    | 2012 | Twinkle           |                                           |           |
| 22ª    | 2012 | Twinkle           | Bonsang Award                             | Indicado  |
| 22ª    | 2012 | Twinkle           | Prêmio de Popularidade                    | Indicado  |
| 23ª    | 2013 | I Got A Boy       |                                           |           |
| 23ª    | 2013 | I Got A Boy       | Bonsang Award                             | Venceu    |

### Annual Korean Entertainment Arts Awards
| Edição | Ano  | Trabalho indicado | Prêmio                     | Resultado |
| ------ | ---- | ----------------- | -------------------------- | --------- |
| 14ª    | 2007 | Girls' Generation | Melhor Novo Grupo Feminino | Venceu    |
| 15ª    | 2008 | Girls' Generation | Melhor Grupo Feminino      | Venceu    |
| 16ª    | 2010 | Girls' Generation | Melhor Grupo Feminino      | Venceu    |

Nota:- O Annual Korean Entertainment Arts Awards não foi realizado em 2009, então dois shows foram preparados em 2010; uma cerimônia em janeiro para os premiados de 2009, e uma cerimônia em 23 de outubro para os premiados de 2010.

### Korean Music Awards
| Ano  | Trabalho indicado | Prêmio                                 | Resultado |
| ---- | ----------------- | -------------------------------------- | --------- |
| 2010 | Gee               | Canção do Ano                          | Venceu    |
| 2010 | Girls' Generation | Voto Netizen para Grupo Musical do Ano | Venceu    |

### Mnet Asian Music Awards(MAMA)
| Ano  | Trabalho indicado                         | Prêmio                                       | Resultado |
| ---- | ----------------------------------------- | -------------------------------------------- | --------- |
| 2007 | Girls' Generation                         | Melhor Novo Grupo Feminino                   | Indicado  |
| 2007 | Girls' Generation                         | Artista do Ano                               | Indicado  |
| 2007 | Girls' Generation                         | Prêmio de Popularidade Auction Netizen       | Indicado  |
| 2007 | Girls' Generation                         | Prêmio MNet.com                              | Indicado  |
| 2007 | Girls' Generation                         | Artista do Ano                               | Indicado  |
| 2007 | Girls' Generation                         | Prêmio de Popularidade Móvel                 | Indicado  |
| 2007 | Girls' Generation                         | Canção do Ano                                | Indicado  |
| 2008 | Girls' Generation                         | Melhor Grupo Feminino                        | Indicado  |
| 2008 | Girls' Generation                         | Artista do Ano                               | Indicado  |
| 2008 | Girls' Generation                         | Prêmio de Popularidade Auction Netizen       | Indicado  |
| 2008 | Girls' Generation                         | Prêmio Auction Style                         | Indicado  |
| 2008 | Kissing You                               | Canção do Ano                                | Indicado  |
| 2008 | Kissing You                               | Melhor Dança                                 | Indicado  |
| 2008 | Kissing You                               | Prêmio de Popularidade Móvel Auction         | Indicado  |
| 2009 | Girls' Generation                         | Melhor Grupo Feminino                        | Indicado  |
| 2009 | Girls' Generation                         | Artista do Ano                               | Indicado  |
| 2009 | Girls' Generation                         | Prêmio de Popularidade CGV                   | Indicado  |
| 2009 | Gee                                       | Prêmio de Popularidade Móvel                 | Indicado  |
| 2009 | Gee                                       | Prêmio de Espectadores no Exterior           | Indicado  |
| 2009 | Gee                                       | Canção do Ano                                | Indicado  |
| 2009 | Gee                                       | Melhor Dança                                 | Indicado  |
| 2010 | Girls' Generation                         | Prêmio de Grupo Feminino                     | Indicado  |
| 2010 | Girls' Generation                         | Prêmio The Shilla Duty Free Asian Wave       | Indicado  |
| 2010 | Girls' Generation                         | Artista do Ano                               | Indicado  |
| 2011 | Girls' Generation                         | Melhor Grupo Feminino                        | Venceu    |
| 2011 | Girls' Generation                         | Artista do Ano                               | Venceu    |
| 2011 | The Boys                                  | Melhor Performance de Dança - Grupo Feminino | Indicado  |
| 2011 | The Boys                                  | Canção do Ano                                | Indicado  |
| 2011 | The Boys                                  | Álbum do Ano                                 | Indicado  |
| 2012 | Girls' Generation (Girls' Generation-TTS) |                                              |           |
| 2012 | Girls' Generation (Girls' Generation-TTS) | Melhor Grupo Feminino                        | Indicado  |
| 2012 | Girls' Generation (Girls' Generation-TTS) | Melhor Grupo Global (Feminino)               | Indicado  |
| 2012 | Girls' Generation (Girls' Generation-TTS) | Artista do Ano                               | Indicado  |
| 2013 | Girls' Generation                         | Melhor Grupo Feminino                        | Venceu    |
| 2013 | Girls' Generation                         | Canção do Ano                                | Indicado  |

Nota: Antes de 2009, o Mnet Asian Music Awards era chamado de Mnet Korean Music Festival.

### Mnet 20's Choice Awards
| Ano  | Trabalho indicado                          | Prêmio               | Resultado |
| ---- | ------------------------------------------ | -------------------- | --------- |
| 2008 | Kissing You                                | Hot Sweet Music      | Venceu    |
| 2008 | Kissing You                                | Hot Online Song      | Indicado  |
| 2009 | Marine Look From Tell Me Your Wish (Genie) | Hot Girl Group Style | Indicado  |
| 2009 | Hot Pants From Tell Me Your Wish (Genie)   | Hot Girl Group Style | Indicado  |
| 2009 | Gee                                        | Hot Online Song      | Indicado  |
| 2009 | Girls' Generation                          | Hot Performance      | Indicado  |
| 2011 | Girls' Generation                          | Hot Hallyu Star      | Indicado  |
| 2012 | Girls' Generation                          | Hot Global Star      | Indicado  |
| 2012 | Girls' Generation (Girls' Generation-TTS)  | Hot Trendy Music     | Venceu    |

### Gaon Chart Awards
| Ano  | Trabalho indicado | Prêmio               | Resultado |
| ---- | ----------------- | -------------------- | --------- |
| 2011 | The Boys          | Álbum do Ano         | Venceu    |
| 2011 | Girls' Generation | Oricon Hallyu Singer | Venceu    |
| 2012 | Twinkle           | Digital Award        | Venceu    |
| 2012 | Twinkle           | Álbum do Ano         | Venceu    |
| 2013 | I Got A Boy       | Canção do Ano        | Venceu    |
| 2013 | I Got A Boy       | Álbum do Ano         | Venceu    |

### KBS Music Festival
| Ano  | Trabalho indicado | Prêmio        | Resultado |
| ---- | ----------------- | ------------- | --------- |
| 2009 | Gee               | Canção do Ano | Indicado  |
| 2010 | Oh!               | Canção do Ano | Venceu    |

### Yahoo!Asian Buzz Awards
| Ano  | Trabalho indicado          | Prêmio                              | Resultado |
| ---- | -------------------------- | ----------------------------------- | --------- |
| 2009 | Girls' Generation          | Top Buzz Star: Categoria de Cantora | Venceu    |
| 2010 | Girls' Generation          | Top Buzz Star: Categoria de Cantora | Venceu    |
| 2010 | Run Devil Run (videoclipe) | Vídeo Musical Top Buzz              | Indicado  |
| 2010 | Gee (videoclipe)           | Vídeo Musical Top Buzz              | Indicado  |
| 2010 | Oh! (videoclipe)           | Vídeo Musical Top Buzz              | Venceu    |

### SBS MTV Best of the Best
| Ano  | Trabalho indicado                | Prêmio                     | Resultado |
| ---- | -------------------------------- | -------------------------- | --------- |
| 2011 | Girls' Generation                | Melhor Grupo Feminino      | Venceu    |
| 2011 | Girls' Generation                | Melhor Videoclipe Feminino | Indicado  |
| 2011 | Girls' Generation e Wonder Girls | Melhor Rival (Ao Vivo)     | Indicado  |
| 2012 | Girls' Generation-TTS            | Melhor Global              | Indicado  |
| 2012 | Girls' Generation-TTS            | Artista do Ano             | Indicado  |
| 2013 | Girls' Generation                | Artista do Ano             | Indicado  |
| 2014 | Girls' Generation                | Artista do Ano             | Indicado  |
| 2014 | Girls' Generation                | Melhor Grupo Feminimo      | Indicado  |

### Nickelodeon KoreaKids Choice Awards
| Ano  | Trabalho indicado | Prêmio                           | Resultado |
| ---- | ----------------- | -------------------------------- | --------- |
| 2008 | Girls' Generation | Prêmio de Melhor Cantora         | Indicado  |
| 2008 | Girls' Generation | Prêmio de Melhor Artista Wannabe | Indicado  |
| 2009 | Girls' Generation | Prêmio de Melhor Cantora         | Venceu    |

## Japonês

### BIGLOBE Music Awards
| Ano  | Trabalho indicado | Prêmio        | Resultado |
| ---- | ----------------- | ------------- | --------- |
| 2010 | Gee               | Melhor Música | Venceu    |

### Billboard Japan Music Awards
| Ano  | Trabalho indicado | Prêmio                       | Resultado |
| ---- | ----------------- | ---------------------------- | --------- |
| 2010 | Girls' Generation | Artista Pop Excelente - 2010 | Indicado  |
| 2012 | Girls' Generation | Top Artista Pop 2012         | Indicado  |

### Japan Gold Disc Award
| Ano  | Trabalho indicado                   | Prêmio                                   | Resultado |
| ---- | ----------------------------------- | ---------------------------------------- | --------- |
| 2011 | Girls' Generation                   | Os 5 Melhores Novos Artistas (doméstico) | Venceu    |
| 2011 | Girls' Generation                   | Novo Artista do Ano (doméstico)          | Venceu    |
| 2012 | Girls' Generation                   | Álbum do Ano (Ásia)                      | Venceu    |
| 2012 | Girls' Generation                   | Melhores 3 Álbuns (Ásia)                 | Venceu    |
| 2013 | Paparazzi                           | Canção do Ano por Download (Ásia)        | Venceu    |
| 2013 | Girls' Generation First Japan Tour  | Melhor Vídeo Musical (Ásia)              | Venceu    |
| 2014 | Girls' Generation II: Girls & Peace | Melhores 3 Álbuns (Ásia)                 | Venceu    |
| 2014 | Love & Peace                        | Melhores 3 Álbuns (Ásia)                 | Venceu    |
| 2015 | Indestructible                      | Canção do Ano por Download (Ásia)        | Venceu    |
| 2015 | The Best                            | Melhores 3 Álbuns (Ásia)                 | Venceu    |

### Japan Record Award
| Ano  | Trabalho indicado | Prêmio              | Resultado |
| ---- | ----------------- | ------------------- | --------- |
| 2010 | Girls' Generation | Novo Artista        | Venceu    |
| 2010 | Girls' Generation | Melhor Novo Artista | Indicado  |

### MTV Video Music Awards Japan
| Ano  | Trabalho indicado | Prêmio                    | Resultado |
| ---- | ----------------- | ------------------------- | --------- |
| 2011 | Genie             | Melhor Vídeo de Grupo     | Venceu    |
| 2011 | Genie             | Melhor Vídeo do Ano       | Indicado  |
| 2011 | Genie             | Melhor Canção de Karaokê! | Venceu    |
| 2012 | Mr. Taxi          | Vídeo do Ano              | Indicado  |
| 2012 | Girls' Generation | Álbum do Ano              | Venceu    |

### Space Shower Music Video Awards
| Ano  | Trabalho indicado | Prêmio                   | Resultado |
| ---- | ----------------- | ------------------------ | --------- |
| 2011 | Genie             | Melhor Vídeo Musical Pop | Venceu    |

## Internacional

### Huading Awards
| Ano  | Trabalho indicado | Prêmio                     | Resultado |
| ---- | ----------------- | -------------------------- | --------- |
| 2013 | Girls' Generation | Melhor Ídolo Grupo Mundial | Venceu    |

### Myx Music Awards
| Ano  | Trabalho indicado | Prêmio                     | Resultado |
| ---- | ----------------- | -------------------------- | --------- |
| 2011 | Run Devil Run     | Melhor videoclipe de K-Pop | Indicado  |
| 2012 | The Boys          | Melhor videoclipe de K-Pop | Indicado  |
| 2014 | I Got A Boy       | Melhor videoclipe de K-Pop | Indicado  |
| 2015 | Mr. Mr.           | Melhor videoclipe de K-Pop | Indicado  |

### Latin Music Italian Awards
| Ano  | Trabalho indicado | Prêmio                                                | Resultado |
| ---- | ----------------- | ----------------------------------------------------- | --------- |
| 2014 | Girls' Generation | Melhor Artista Feminino Internacional ou Grupo do Ano | Venceu    |
| 2015 | Girls' Generation | Melhor Artista Feminino Internacional ou Grupo do Ano | Venceu    |

### Singapore E-Awards
| Ano  | Trabalho indicado | Prêmio                       | Resultado |
| ---- | ----------------- | ---------------------------- | --------- |
| 2012 | Girls' Generation | Artista Coreano Mais Popular | Indicado  |

### SoompiGayo Awards
| Ano  | Trabalho indicado | Prêmio         | Resultado |
| ---- | ----------------- | -------------- | --------- |
| 2010 | Girls' Generation | Artista do Ano | Venceu    |

### Teen Choice Awards
| Ano  | Trabalho indicado | Prêmio                       | Resultado |
| ---- | ----------------- | ---------------------------- | --------- |
| 2015 | Girls' Generation | Melhor Artista Internacional | Indicado  |
| 2016 | Girls' Generation | Melhor Artista Internacional | Indicado  |

### World Music Awards
| Ano  | Trabalho indicado | Prêmio               | Resultado |
| ---- | ----------------- | -------------------- | --------- |
| 2013 | Girls' Generation | Melhor Grupo Mundial | Indicado  |
| 2014 | Girls' Generation | Melhor Grupo Mundial | Indicado  |
| 2014 | Girls' Generation | Melhor Live Act      | Indicado  |
| 2014 | Mr. Mr.           | Melhor Álbum Mundial | Indicado  |

### YouTube Music Awards
| Ano  | Trabalho indicado | Prêmio       | Resultado |
| ---- | ----------------- | ------------ | --------- |
| 2013 | I Got A Boy       | Vídeo do Ano | Venceu    |

## Outros prêmios
| Ano                                         | Prêmio                                           | Trabalho indicado | Resultado |
| ------------------------------------------- | ------------------------------------------------ | ----------------- | --------- |
| 2008 MTV Asian Music Awards                 |                                                  |                   |           |
| 2008                                        | Melhor Artista Coreano                           | Girls' Generation | Indicado  |
| Cerimônia do Dia da Cultura de Incheon      |                                                  |                   |           |
| 2009                                        | Prêmio de Artista Jovem                          | Girls' Generation | Venceu    |
| 17º Korean Cultural Entertainment Awards    |                                                  |                   |           |
| 2009                                        | Artista Daesang                                  | Girls' Generation | Venceu    |
| Congress Daesang Ceremony Award             |                                                  |                   |           |
| 2009                                        | Prêmio de Música Pop                             | Girls' Generation | Venceu    |
| 2009 MBC Entertainment Awards               |                                                  |                   |           |
| 2009                                        | Prêmio Especial (Melhor Cantor)                  | Girls' Generation | Venceu    |
| Ministério da Cultura e Turismo da Coreia   |                                                  |                   |           |
| 2010                                        | Prêmio Content Industry (Distinção Especial)     | Girls' Generation | Venceu    |
| 22º Korea PD Awards                         |                                                  |                   |           |
| 2010                                        | Prêmio Cantor                                    | Girls' Generation | Venceu    |
| 37º Korean Broadcasting Awards              |                                                  |                   |           |
| 2010                                        | Prêmio de Melhor Cantor                          | Girls' Generation | Venceu    |
| 2010 Korea Advertising Awards               |                                                  |                   |           |
| 2010                                        | Prêmio de Melhores Modelos de Publicidade        | Girls' Generation | Venceu    |
| 26º Annual Korea Best Dresser               |                                                  |                   |           |
| 2010                                        | Cantor Mais Bem Vestido                          | Girls' Generation | Indicado  |
| 2º Korean Wave Industry Award               |                                                  |                   |           |
| 2010                                        | Prêmio Cultura Pop                               | Girls' Generation | Venceu    |
| 2010 Proud Korean Awards                    |                                                  |                   |           |
| 2010                                        | Categoria Arte                                   | Girls' Generation | Venceu    |
| BIGLOBE Music Awards                        |                                                  |                   |           |
| 2010                                        | Melhor Single                                    | Gee               | Venceu    |
| Taiwan KKBOX Awards                         |                                                  |                   |           |
| 2011                                        | Álbum do Ano                                     | Run Devil Run     | Venceu    |
| 1º Brazil's J-Station Music Awards          |                                                  |                   |           |
| 2011                                        | Melhor Artista Coreano                           | Girls' Generation | Venceu    |
| 2010 Daum Life On Awards                    |                                                  |                   |           |
| 2011                                        | Vídeo Musical do Ano                             | Oh!               | Venceu    |
| Myx Music Awards                            |                                                  |                   |           |
| 2011                                        | Prêmio Vídeo de K-POP Favorito                   | Girls' Generation | Indicado  |
| 6º Asia Model Festival Awards               |                                                  |                   |           |
| 2011                                        | Prêmio Astro da Ásia                             | Girls' Generation | Venceu    |
| 2º Korea Republic Seoul Cultural Art Awards |                                                  |                   |           |
| 2011                                        | Prêmio de Música Pop                             | Girls' Generation | Venceu    |
| Style Icon Awards                           |                                                  |                   |           |
| 2011                                        | Bonsang Award                                    | Girls' Generation | Venceu    |
| Korean Popular Culture and Arts Awards      |                                                  |                   |           |
| 2011                                        | Prêmio de Primeiro-Ministro                      | Girls' Generation | Venceu    |
| iTunes Rewind 2011                          |                                                  |                   |           |
| 2011                                        | Melhor Novo Artista                              | Girls' Generation | Venceu    |
| 19º Korean Cultural Entertainment Awards    |                                                  |                   |           |
| 2011                                        | Hallyu Grand Award                               | Girls' Generation | Venceu    |
| 23º Japan Best Jewellery Wearer Awards      |                                                  |                   |           |
| 2012                                        | Prêmio Especial para Categoria Feminina: Cantora | Girls' Generation | Venceu    |
| 7º SEED Awards                              |                                                  |                   |           |
| 2012                                        | O Mais Popular Artista Asiático                  | Girls' Generation | Venceu    |
| 30º Best Jeanist Award                      |                                                  |                   |           |
| 2013                                        | Melhor Jeanist                                   | Girls' Generation | Venceu    |
| iF Design Award                             |                                                  |                   |           |
| 2014                                        | Design de Embalagem                              | The Boys          | Venceu    |
| 2014                                        | Design de Embalagem                              | I Got A Boy       | Venceu    |
| Red Dot Design Award                        |                                                  |                   |           |
| 2014                                        | Prêmio de Pacote de Comunicação de Design        | The Boys          | Venceu    |
| iQiYi All-Star Carnival                     |                                                  |                   |           |
| 2015                                        | Melhor Grupo Asiático                            | Girls' Generation | Venceu    |
| MBC Gayo Artist Awards                      |                                                  |                   |           |
| 2015                                        | Artista Mais Popular da Hunan TV                 | Girls' Generation | Venceu    |
| Style Icon Asia                             |                                                  |                   |           |
| 2016                                        | Style Icon                                       | Girls' Generation | Venceu    |
| 2016                                        | Estrela Asiática Digital                         | Girls' Generation | Venceu    |
| daf BAMA MUSIC AWARDS                       |                                                  |                   |           |
| 2017                                        | Melhor Álbum                                     | Holiday Night     | Indicado  |
| 2017                                        | Melhor Grupo                                     | Girls' Generation | Indicado  |
| 2017                                        | Melhor Videoclipe                                | Holiday           | Indicado  |

## Programas musicais
Essa é uma coleção de conquistas de Girls' Generation em programas musicais na televisão coreana. The Music Trend (Inkigayo) é exibido na SBS, M! Countdown na Mnet e Music Bank na KBS.

### Inkigayo
| Ano  | Data            | Canção            |
| ---- | --------------- | ----------------- |
| 2007 | 25 de novembro  | Girls' Generation |
| 2007 | 2 de dezembro   | Girls' Generation |
| 2008 | 3 de fevereiro  | Kissing You       |
| 2008 | 17 de fevereiro | Kissing You       |
| 2009 | 18 de janeiro   | Gee               |
| 2009 | 1 de fevereiro  | Gee               |
| 2009 | 8 de fevereiro  | Gee               |
| 2009 | 12 de julho     | Genie             |
| 2009 | 19 de julho     | Genie             |
| 2010 | 14 de fevereiro | Oh!               |
| 2010 | 21 de fevereiro | Oh!               |
| 2010 | 28 de fevereiro | Oh!               |
| 2010 | 4 de abril      | Run Devil Run     |
| 2010 | 11 de abril     | Run Devil Run     |
| 2010 | 7 de novembro   | Hoot              |
| 2010 | 21 de novembro  | Hoot              |
| 2010 | 28 de novembro  | Hoot              |
| 2011 | 30 de outubro   | The Boys          |
| 2011 | 6 de novembro   | The Boys          |
| 2011 | 13 de novembro  | The Boys          |
| 2014 | 9 de março      | Mr. Mr            |
| 2014 | 23 de março     | Mr. Mr            |
| 2015 | 19 de julho     | Party             |
| 2015 | 26 de julho     | Party             |
| 2015 | 30 de agosto    | Lion Heart        |
| 2015 | 6 de setembro   | Lion Heart        |
| 2015 | 13 de setembro  | Lion Heart        |

Nota: Um artista só pode vencer três vezes por faixa no The Music Trend antes de ser retirado da lista de indicados do 'Take 7'.

### M! Countdown
| Ano  | Data            | Canção             |
| ---- | --------------- | ------------------ |
| 2007 | 1 de outubro    | Into the New World |
| 2007 | 6 de dezembro   | Girls' Generation  |
| 2007 | 20 de dezembro  | Girls' Generation  |
| 2008 | 14 de fevereiro | Kissing You        |
| 2008 | 28 de fevereiro | Kissing You        |
| 2008 | 10 de abril     | Baby Baby          |
| 2011 | 27 de outubro   | The Boys           |
| 2011 | 3 de novembro   | The Boys           |
| 2011 | 10 de novembro  | The Boys           |
| 2013 | 10 de janeiro   | I Got a Boy        |
| 2013 | 17 de janeiro   | I Got a Boy        |
| 2013 | 24 de janeiro   | I Got a Boy        |
| 2014 | 06 de março     | Mr. Mr.            |
| 2014 | 13 de março     | Mr. Mr.            |
| 2015 | 16 de julho     | Party              |
| 2015 | 27 de agosto    | Lion Heart         |
| 2015 | 3 de setembro   | Lion Heart         |
| 2015 | 10 de setembro  | Lion Heart         |

Nota: Girls' Generation não participou do M!Countdown de 2008 a outubro de 2011, devido a uma disputa entre sua gravadora SM e a Mnet; elas também não participaram em eventos e shows transmitidos pela Mnet, juntamente com seus companheiros de gravadora. Contudo, elas fizeram seu comeback com a canção The Boys em 27 de outubro de 2011, depois de 3 anos e 5 meses.

### Mnet Music Triangle
| Ano  | Data          | Canção      |
| ---- | ------------- | ----------- |
| 2013 | 10 de janeiro | I Got a Boy |

### Music Bank
| Ano  | Data            | Canção        |
| ---- | --------------- | ------------- |
| 2008 | 29 de fevereiro | Kissing You   |
| 2009 | 16 de janeiro   | Gee           |
| 2009 | 23 de janeiro   | Gee           |
| 2009 | 30 de janeiro   | Gee           |
| 2009 | 6 de fevereiro  | Gee           |
| 2009 | 3 de fevereiro  | Gee           |
| 2009 | 20 de fevereiro | Gee           |
| 2009 | 27 de fevereiro | Gee           |
| 2009 | 6 de março      | Gee           |
| 2009 | 13 de março     | Gee           |
| 2009 | 26 de junho     | Gee           |
| 2009 | 26 de dezembro  | Gee           |
| 2009 | 10 de julho     | Genie         |
| 2010 | 5 de fevereiro  | Oh!           |
| 2010 | 12 de fevereiro | Oh!           |
| 2010 | 19 de fevereiro | Oh!           |
| 2010 | 26 de fevereiro | Oh!           |
| 2010 | 5 de março      | Oh!           |
| 2010 | 25 de junho     | Oh!           |
| 2010 | 17 de dezembro  | Oh!           |
| 2010 | 2 de abril      | Run Devil Run |
| 2010 | 9 de abril      | Run Devil Run |
| 2010 | 5 de novembro   | Hoot          |
| 2010 | 12 de novembro  | Hoot          |
| 2010 | 19 de novembro  | Hoot          |
| 2010 | 26 de novembro  | Hoot          |
| 2010 | 3 de dezembro   | Hoot          |
| 2011 | 28 de outubro   | The Boys      |
| 2011 | 4 de novembro   | The Boys      |
| 2011 | 11 de novembro  | The Boys      |
| 2011 | 18 de novembro  | The Boys      |
| 2011 | 25 de novembro  | The Boys      |
| 2011 | 2 de dezembro   | The Boys      |
| 2013 | 11 de janeiro   | I Got a Boy   |
| 2013 | 18 de janeiro   | I Got a Boy   |
| 2013 | 25 de janeiro   | I Got a Boy   |
| 2014 | 14 de março     | Mr. Mr.       |
| 2015 | 17 de julho     | Party         |
| 2015 | 28 de agosto    | Lion Heart    |
| 2015 | 4 de setembro   | Lion Heart    |
| 2015 | 11 de setembro  | Lion Heart    |
| 2015 | 18 de setembro  | Lion Heart    |

### The Show
| Ano  | Data         | Canção     |
| ---- | ------------ | ---------- |
| 2015 | 14 de julho  | Party      |
| 2015 | 25 de agosto | Lion Heart |

### Show Champion
| Ano  | Data         | Canção     |
| ---- | ------------ | ---------- |
| 2014 | 12 de março  | Mr. Mr     |
| 2014 | 19 de março  | Mr. Mr     |
| 2015 | 15 de julho  | Party      |
| 2015 | 26 de agosto | Lion Heart |

### Show! Music Core
| Ano  | Data           | Canção     |
| ---- | -------------- | ---------- |
| 2014 | 15 de março    | Mr. Mr.    |
| 2014 | 22 de março    | Mr. Mr.    |
| 2015 | 18 de julho    | Party      |
| 2015 | 29 de agosto   | Lion Heart |
| 2015 | 19 de setembro | Lion Heart |